# Thermocyclops ouadanei
Thermocyclops ouadanei – gatunek widłonoga z rodziny Cyclopidae. Nazwa naukowa tego gatunku skorupiaków została opublikowana w 1978 roku przez belgijską zoolog Isabellę van der Velde.